# Oxytauchira aspinosa
Oxytauchira aspinosa är en insektsart som beskrevs av Sigfrid Ingrisch 1989. Oxytauchira aspinosa ingår i släktet Oxytauchira och familjen gräshoppor. Inga underarter finns listade i Catalogue of Life.